# Gare de Carry-le-Rouet
La gare de Carry-le-Rouet est une gare ferroviaire française, située sur le territoire de la commune de Carry-le-Rouet dans les Bouches-du-Rhône, en région Provence-Alpes-Côte d'Azur. La gare est située au nord de la commune, le port et le casino de Carry, situés à moins d'1 km, sont accessibles à pied via les avenues Pierre Sénard et Aristide Briand.
Elle est une gare de la Société nationale des chemins de fer français (SNCF) desservie par des trains TER PACA.

## Situation ferroviaire
Établie à 26 m d'altitude, la gare de Carry-le-Rouet est située au point kilométrique (PK) 854,752 de la ligne de Miramas à l'Estaque, entre les gares de Sausset-les-Pins et de La Redonne-Ensuès. 

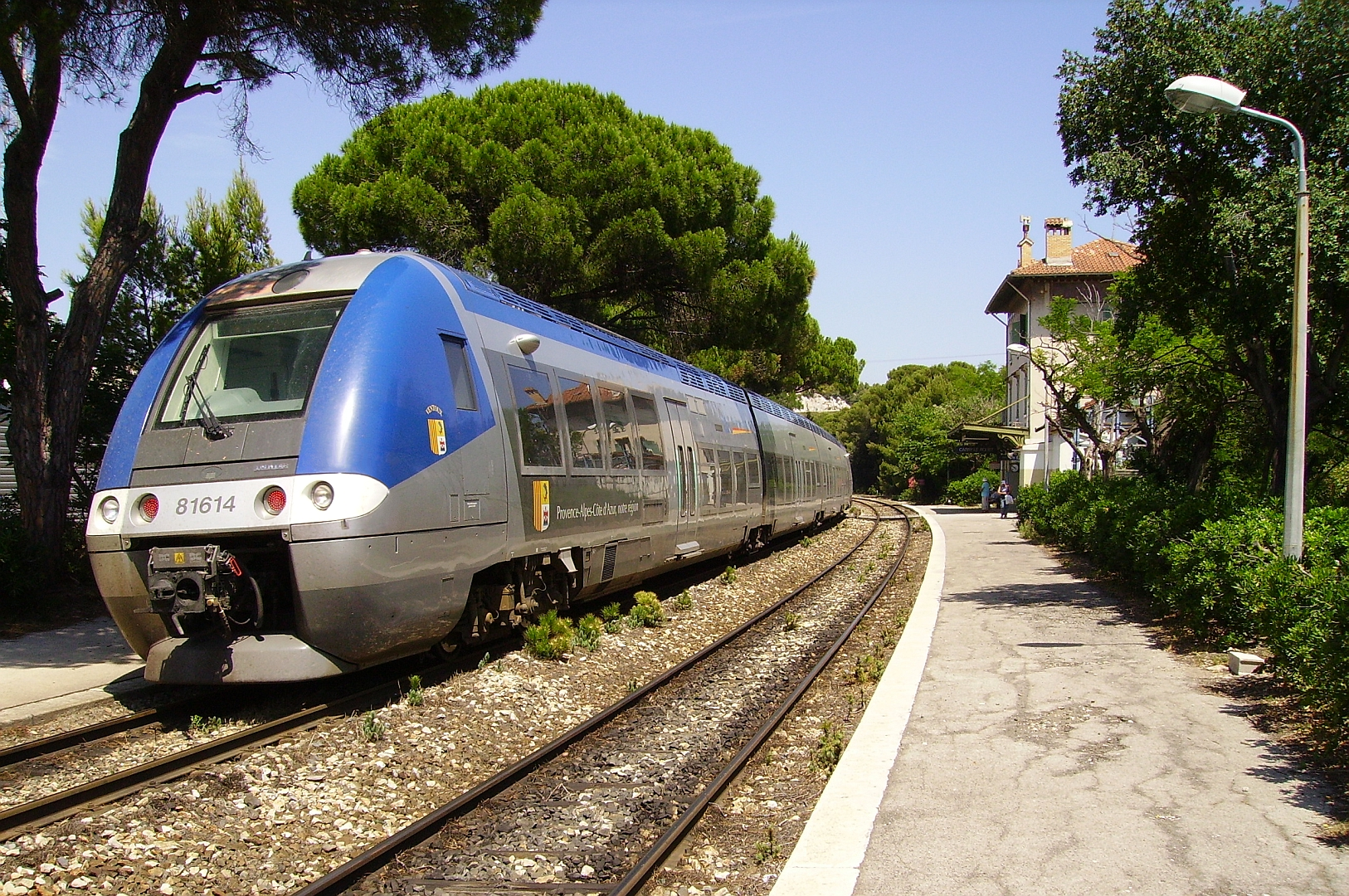
Un TER en gare de Carry-le-Rouet le 17 juillet 2010.

## Histoire
La gare est ouverte avec la ligne, le 15 octobre 1915. En pleine guerre mondiale, la gare voit surtout passer, jusqu'en 1918, de nombreux convois militaires.
Dans les années 1990, la SNCF supprime la relation grande ligne Paris - Marseille via Cavaillon et Port-de-Bouc (surnommée « le Fosséen »).
Depuis le service d'hiver 2008, les trains TER circulent selon des horaires cadencés.

## Fréquentation
De 2015 à 2023, selon les estimations de la SNCF, la fréquentation annuelle de la gare s'élève aux nombres indiqués dans le tableau ci-dessous.
| Année               | 2015   | 2016   | 2017   | 2018   | 2019   | 2020   | 2021   | 2022   | 2023   |
| ------------------- | ------ | ------ | ------ | ------ | ------ | ------ | ------ | ------ | ------ |
| Nombre de voyageurs | 87 905 | 78 019 | 83 910 | 73 731 | 80 636 | 40 959 | 55 665 | 80 178 | 91 010 |

## Service des voyageurs

### Accueil
Gare SNCF, elle dispose d'un bâtiment voyageurs, avec guichet, ouvert tous les jours. Elle est équipée d'automate pour l'achat de titres de transport régionaux.

### Desserte
Carry-le-Rouet est desservie par les trains TER Provence-Alpes-Côte d'Azur de la ligne 07 Marseille-Miramas (via Port-de-Bouc et Rognac) au rythme cadencé de 14 dans chaque sens en semaine.

### Intermodalité
Un parking pour les véhicules est aménagé. La gare est desservie par des bus urbains.

## Service des marchandises
Cette gare est fermée au trafic fret.